# (8759) Porzana
(8759) Porzana ist ein Asteroid des mittleren Hauptgürtels, der am 17. Oktober 1960 von dem niederländischen Astronomenehepaar Cornelis Johannes van Houten und Ingrid van Houten-Groeneveld entdeckt wurde. Die Entdeckung geschah im Rahmen des Palomar-Leiden-Surveys, bei dem von Tom Gehrels mit dem 120-cm-Oschin-Schmidt-Teleskop des Palomar-Observatoriums aufgenommene Feldplatten an der Universität Leiden durchmustert wurden.
Der mittlere Durchmesser des Asteroiden wurde mit 5,125 km (±0,225) berechnet, die Albedo mit 0,293 (±0,065).
Der Asteroid gehört zur Eunomia-Familie, einer nach (15) Eunomia benannten Gruppe, zu der vermutlich fünf Prozent der Asteroiden des Hauptgürtels gehören. Die zeitlosen (nichtoskulierenden) Bahnelemente von (8759) Porzana sind fast identisch mit denjenigen von drei kleineren, wenn man von der Absoluten Helligkeit von 15,6, 15,5 und 16,5 gegenüber 13,5 ausgeht, Asteroiden: (138237) 2000 FQ28, (141800) 2002 NO33 und (357073) 2001 RK20.
(8759) Porzana ist nach dem Tüpfelsumpfhuhn benannt, dessen wissenschaftlicher Name Porzana porzana lautet. Zum Zeitpunkt der Benennung des Asteroiden am 2. Februar 1999 befand sich das Tüpfelsumpfhuhn auf der niederländischen Roten Liste gefährdeter Arten.